# La Corda d’Oro
La Corda d'Oro (яп. 金色のコルダ кинъиро но коруда, итал. «Золотая струна») — серия компьютерных игр для женской аудитории, разрабатываемая компанией Koei. По мотивам игры была создана одноимённая манга, выходящая в журнале LaLa, а также аниме-адаптация под названием La Corda d’Oro: Primo Passo. Аниме транслировалось на канале TV Tokyo и Animax с октября 2006 года по март 2007 года. Аниме было лицензировано в США компанией Sentai Filmworks, которая транслировала сериал в онлайне. Двухсерийный аниме-спешл La Corda d’Oro: Secondo Passo транслировался по Kids Station в марте 2009 года с целью рекламы игры.

## Сюжет La Corda d’Oro
Кахоко Хино (яп. 日野香穂子 Hino Kahoko) — студентка факультета Общего образования в Академии Сэйсо. Однажды она сталкивается с Лили, музыкальным эльфом, который дарит ей волшебную скрипку и позволяет участвовать в ежегодном музыкальном соревновании школы. Кахоко поначалу отказывается, но Лили заставляет её принять инструмент. Кахоко с удивлением узнает, что может сыграть любую композицию, если знает мелодию и вкладывает душу в свою игру. На соревновании она знакомится со своими соперниками.

### Персонажи
Кахоко Хино (яп. 日野 香穂子)— студентка второго общего класса. Семья: мать, старшая сестра. Играет на волшебной скрипке. Всё время переживает из-за того, что приходится обманывать друзей. Когда на одном из выступлений рвутся струны, она бросает скрипку и не хочет больше играть. Понимает, что в душе любит скрипку и возвращается к игре. Заново учится играть и продолжает участвовать в конкурсе.
Сэйю: Такаги, Рэйко
Рётаро Цутиура (яп. 土浦 梁太郎) — студент второго общего класса. Семья: отец, мать, старшая сестра, младший брат. Играет на фортепиано. Со средней школы состоит в футбольной команде и команде по лёгкой атлетике. Встретился с Кахоко после того, как столкнулся с ней и чуть не столкнул с лестницы, но спаc её в последний момент. Их дружба в растёт, и она даже признаётся ему, что ничего не знала о скрипке. Присматривает за главной героиней и часто помогает ей. Пользуется популярностью среди других студентов. Очень талантливый пианист, но перестал играть на публике из-за неприятного впечатления из детства. Кахоко случайно обнаружила его талант, и он просит её никому не рассказывать. Однако, сам раскрывает свой секрет, когда помогает Кахоко в первом раунде конкурса, будучи её аккомпаниатором, после чего был выбран для участия в конкурсе. Не ладит с Леном, и у них часто случаются разногласия в мелких вопросах.
Сэйю: Ито Кэнтаро
Лен Цукимори (яп. 月森 蓮)— студент второго класса музыкального крыла. Семья: отец, мать, бабушка, дедушка. Играет на скрипке. Почти все члены его семьи занимаются музыкой. Лен угрюмый, тихий и довольно холодный скрипач, который ведёт себя высокомерно по отношению ко всем вокруг. Будучи из семьи музыкантов, он был вундеркиндом. Его мать, Миса Хамаи, известная пианистка, а отец — известный скрипач. Из-за этого многие люди принимают его блеск, как должное. До встречи с Кахоко он не верил, что музыка может быть приятной, но проведя с ней время, Лен медленно начинает наслаждаться музыкой и его собственное исполнение заметно меняется. Он проникается к Хино и даже даёт ей советы о том, как держать и стоять должным образом со скрипкой. Люди думают, что от действует жестоко по отношению к ней, но в глубине души он действительно озабочен ею (хоть и не может этого показать). По ходу сериала, он осознаёт свои чувства к ней. Хино медленно влияет на Лена и неосознанно меняет его характер. Его мать знает, что Кахоко является той, кто подействовал на него и изменил его личность. Так же играет на фортепиано.
Сэйю: Кисё Танияма
Кадзуки Хихара (яп. 火原 和樹) — студент третьего класса музыкального крыла. Семья: отец, мать, старший брат. Играет на трубе. Очень оптимистичный, весёлый и дружелюбный человек. Время от времени начинает слишком много говорить (не замечая этого), так же часто улыбается, и его улыбка воодушевляет людей вокруг него. Хорошие друзья с Адзума Юноки. Бывший участник команды по лёгкой атлетике. У Кадзуки практически отсутствует чувство социальной разницы. Имеет огромный аппетит и постоянно ест (особенно выпечку). Он быстро подружился с Кахоро. Благодаря ему, Кахоро узнаёт истинный смысл музыки и понимает, что она доступна для всех. Называет Кахоко «Кахо-тян», таким образом признавая, что влюблён в неё. Так же понимает, что Адзума влюблён в Кахо, когда на вопрос тот ответил «не смейся надо мной». Для него музыкальный конкурс просто способ насладиться музыкой.
Сэйю: Морита, Масакадзу
Лили (яп. リリ)— музыкальный эльф. Его спас мужчина и Лили в благодарность помог ему построить школу, а так же благословил учеников. Раньше все могли его видеть, но сейчас только несколько человек. Это связано с тем, что в людях остаётся всё меньше истинной музыки. Дал Хино волшебную скрипку, на которой сможет играть каждый, надо лишь захотеть. Любит говорить «No Da» после каждого предложения.
Сэйю: Мидзухаси Каори
Адзума Юноки (яп. 柚木 梓馬) — студент третьего класса музыкального крыла, одноклассник Кадзуки Хинары. Семья: бабушка, отец, мать, два старших брата, старшая сестра, младшая сестра. Играет на флейте. В детстве играл на фортепиано и делал большие успехи, но из-за того, что старшие братья уже играли на фортепиано, бабушка сказала ему поменять инструмент. В школе пользуется большой популярность среди девушек. У него даже есть фан-клуб под названием «Гвардия Юноки». В академии Сэйсо учится в старшем классе и очень известен. Имеет хорошие манеры и элегантен. Он из богатой и благополучной семьи. После второго тура показывает Кахоро, какой он на самом деле.
Сэйю: Кисио Дайсукэ
Кэйити Симидзу (яп. 志水 桂) — студент первого класса музыкального крыла. Семья: отец, мать, старшая сестра, младшая сестра, младший брат. Сейчас живёт у тёти с дядей. Играет на виолончели. Является самым молодым участником конкурса. Всё время сонный, и часто кажется, что он витает в облаках. Кэйити можно найти спящим в любом месте и время. Кахоко впервые встретилась с ним когда тот спал на земле. Его жизнь вращается вокруг музыки — рассказывает он Кахоко, что спит, просыпается, играет на виолончели и так повторяется. Любит читать, а так же изучает историю музыки и структуру инструментов. Со временем начинает интересоваться Хино из-за её беззаботной музыки.
Сэйю: Фукуяма, Дзюн

## СюжетLa Corda d’Oro: Blue Sky
В центре сюжета — Кохината Канадэ, которая с детства играла на скрипке, и многие пророчили ей блестящее будущее. Вместе с друзьями детства она радовалась каждому дню и новым мелодиям. Прошли годы и по воле судьбы Канадэ решает поступить в старшую школу при академии Сэйсо. Именно в этот момент объявляют о начале национального конкурса оркестров старших школ.

### ПерсонажиLa Corda d’Oro: Blue Sky
Канадэ Кохината (яп. 小日向かなで) — студентка второго класса школы Сэйсо. Играет на скрипке. Подруга детства Кёя и Рицу Кисараги.
Сэйю: Такаги, Рэйко
Кёя Кисараги (яп. 如月響也) — студент второго В класса школы Сэйсо. Играет на скрипке. Младший брат Рицу Кирасаги и друг детства Канадэ. Хоть Кёя и показывает себя бунтарём, он всегда заботится о Канадэ. Хотел бросить скрипку, но когда Канадэ решила пойти в Сэйсо, отговорила его, сказав, что он должен пойти с ней, чтобы они могли играть вместе. На время соревнований занимает место второй, а позже первой скрипки. День рождения: 31 марта.
Сэйю: Фукуяма, Дзюн
Рицу Кисараги (яп. 如月律) — студент третьего А класса школы Сэйсо. Играет на скрипке. Президент оркестрового клуба и глава общежития Линден Холл. Старший брат Кёя Кисараги и друг детства Канадэ. Для Рицу скрипка не просто инструмент, а смысл жизни. Окружающие воспринимают его как холодного, сдержанного человека, но на самом деле он много заботится о других людях. Во время соревнования играет роль первой скрипки, но после второго отбора повреждает руку и назначает на своё место брата. День рождения: 6 июня. Рост: 178.
Сэйю: Кацуюки Кониси
Сакаки Дайти (яп. 榊 大地) — студент третьего класса школы Сэйсо. Играет на альте. Вице-президент оркестрового клуба. День рождения: 29 декабря.
Сэйю: Утида Юя
Мидзусима Харуто (яп. 水嶋 悠人) — студент первого В класса школы Сэйсо. Играет на виолончели. День рождения: 4 мая.
Сэйю: Каори Мидзухаси
Нанами Сосукэ (яп. 七海 宗介) — студент первого класса академии Аманэ. Инструмент: виолончель. День рождения: 27 января. Он очень застенчив и не уверен, когда он играет на виолончели.
Сэйю: Дайсукэ Кисио
Амамия Сэй (яп. 天宮 静)— студент третьего класса академии Аманэ. Играет на фортепиано. День рождения: 20 февраля.
Сэйю: Мамору Мияно
Миуга Рэдзи (яп. 冥加玲士) — студент третьего класса А академии Аманэ. Играет на скрипке. Хочет разбить Канадэ в предстоящем конкурсе. День рождения: 14 ноября. Рост: 188 см.
Сэйю: Наоми Синдо
Мидзусима Арата (яп. 水嶋 新) — студент первого класса школы Линден-холл. Инструмент: Тромбон. День рождения: 3 декабря.
Сэйю: Дайсукэ Кисио
Ходзуми Сиро (яп. 火積 司朗) — студент второго класса школы Линден-холл. Инструмент: труба. День рождения: 8 июля.
Сэёю: Масакадзу Морита
Ягисава Юкихиро (яп. 八木沢 雪広) — студент третьего класса школы Линден-холл. Играет на трубе. День рождения: 3 сентября. Рост: 173 см. Он вежливый и добры человек.
Сэйю: Кэнтаро Ито
Тоганэ Тияки (яп. 東金 千秋) — студент третьего класса академии Цзиньнань. Играет на скрипке. День рождения: 1 октября. Рост: 179 см. Он часто говорит Канадэ, что её выступления скучные. Конкурирует с Рицу.
Сэйю: Кисё Танияма
Токи Хосэй (яп. 土岐 蓬生) — студент третьего класса академии Цзиньнань. Инструмент: скрипка. День рождения: 21 августа.
Сэйю: Исикава, Хидэо

## Аниме

### La Corda d’Oro: Primo Passo

#### Список серий
| №  | Название                                                                        | Премьера в Японии |
| -- | ------------------------------------------------------------------------------- | ----------------- |
| 1  | An Impossible Prelude «Arienai Pureryūdo» (ありえないプレリュード)              | 2006              |
| 2  | The Future Troubles of Gavotte «Zentotanan na Gavotto» (前途多難なガヴォット)   | 2006              |
| 3  | The Anonymous Chopin «Tokumei Kibō no Shopan» (匿名希望のショパン)              | 2006              |
| 4  | The Waltz of the Bewildered Heart «Mayoi Kokoro no Warutsu» (迷い心のワルツ)    | 2006              |
| 5  | The Barefooted Vibrato «Hadashi no Viburāto» (裸足のヴィブラート)               | 2006              |
| 6  | The Uneasy Polka «Munasawagi no Poruka» (胸騒ぎのポルカ)                        | 2006              |
| 7  | The Secret Duet «Himeyaka na Dyuetto» (秘めやかなデュエット)                    | 2006              |
| 8  | The Heart-Spun Canon «Kokoro Tsumugu Kanon» (こころ紡ぐカノン)                  | 2006              |
| 9  | A Peaceful Concerto «Yasuragi no Koncheruto» (安らぎのコンチェルト)             | 2006              |
| 10 | The Aloof Virtuoso «Kokō no Virutuōso» (孤高のヴィルトゥオーソ)                 | 2006              |
| 11 | The Black and White Adagio «Shiro to Kuro no Adājo» (白と黒のアダージョ)        | 2006              |
| 12 | The Guilty Pianissimo «Ushirometasa no Pianisshimo» (後ろめたさのピアニッシモ)  | 2006              |
| 13 | The Irreplaceable Melody «Kakegaenaki Merodi» (かけがえなきメロディ)            | 2006              |
| 14 | The Capriccio of Maiden's Mind «Otomegokoro no Kapurichio» (乙女心のカプリチオ) | 2007              |
| 15 | An Aria of the Rapidly Beating Heart «Takanaru Mune no Aria» (高鳴る胸のアリア) | 2007              |
| 16 | The Lying Violin «Usotsuki na Vaiorin» (うそつきなヴァイオリン)                 | 2007              |
| 17 | The Impatient Crescendo «Shōsō no Kuresshendo» (焦燥のクレッシェンド)           | 2007              |
| 18 | The Heartbreaking Partita «Shōshin no Parutīta» (傷心のパルティータ)            | 2007              |
| 19 | Pavane of the Lost Heart «Nakushita Kokoro no Pavānu» (失くした心のパヴァーヌ)  | 2007              |
| 20 | A Tear-Colored Rondo «Namida Iro no Rondo» (涙色のロンド)                       | 2007              |
| 21 | Once More, Andante «Mō Ichido, Andante» (もう一度、アンダンテ)                  | 2007              |
| 22 | A Fanfare for You «Kimi no Tame no Fanfāre» (君のためのファンファーレ)          | 2007              |
| 23 | Our Cadenza «Oretachi no Kadentsua» (俺たちのカデンツァ)                        | 2007              |
| 24 | A Heart Filling Harmony «Kokoro Mitasu Hāmonī» (心満たすハーモニー)             | 2007              |
| 25 | The Beloved Ave Maria «Itoshi no Ave Maria» (愛しのアヴェ·マリア)               | 2007              |
| 26 | A Summer Encore «Hito Natsu no Ankōru» (ひと夏のアンコール)                     | DVD               |

### La Corda d’Oro: Blue Sky
Kin'iro no Chord: Blue Sky (яп. 金色のコルダ Blue Sky) — это продолжение La Corda d’Oro, в основе которого лежит видео-игра La Corda d’Oro 3. Сериал транслировался по японскому телеканалу NTV в 2014 году.
Список серий
| Серия | Название                   |
| ----- | -------------------------- |
| 1.    | Конфликт братьев.          |
| 2.    | Знаки и Аве Марии.         |
| 3.    | Музыкальный эксперимент.   |
| 4.    | Летнее испытание.          |
| 5.    | О имени героев.            |
| 6.    | Запретный пассаж.          |
| 7.    | Вечная рапсодия.           |
| 8.    | Бриллиант дворянской розы. |
| 9.    | Ревущая тарантелла.        |
| 10.   | Воспоминания.              |
| 11.   | Элегия любви и ненависти.  |
| 12.   | Синее небо. Большой финал  |